# Unter-Wegfurth
Unter-Wegfurth ist ein Stadtteil von Schlitz im mittelhessischen Vogelsbergkreis.

## Geografie
Der Ort liegt nördlich von Schlitz. Durch das Dorf verläuft die Landesstraße 3140 und der Vulkanradweg. Im Osten fließt die Fulda. An die Gemarkung grenzt der Landkreis Hersfeld-Rotenburg.

## Ortsgeschichte

### Mittelalter

#### Fälschungen und Ersterwähnung
Der Ort entstand an einer Furt durch die Fulda, dort wo eine historische Fernverkehrsstraße den Fluss überquerte.
Die älteste erhaltene schriftliche Erwähnung des Dorfes stammt aus dem Zeitraum zwischen 1015 und 1110: „... De Luterenbach ... De Nuwenburc ... de Wegefurte.“ Diese Datierung ergibt sich aus dem Kopiar des Mönches Eberhard, dem sogenannten Codex Eberhardi. Zwei früher datierte Erwähnungen, die ebenfalls aus dem Codex Eberhardi stammen, sind Fälschungen des Mönches Eberhard, der den Codex Eberhardi um 1160 verfasste. Dies betrifft die Datierung zwischen 744 und 747, welche die Fälschung einer Königsurkunde beinhaltet und die villas: „Geisaha, Vfhusen, Richenbach und Wegefurtem“ nennt. Auch die Datierung 852 ist eine Fälschung des besagten Mönches. Erst im 14. Jahrhundert wird „die jüngere, flussabwärts gelegene Siedlung Nieder-Wegfurth ... unterschieden.“ Ein Kopiar aus dem Hessischen Staatsarchiv Marburg, das zwischen 1350 und 1400 datiert wird, nennt: „... zcu nydern weyfurte“.
Der Ortsname bedeutet „die Stelle an der die Fernverkehrstraße die Fulda“ überquerte. Zusammengesetzt ist der Ortsname aus dem ahd. Wort „wec“ = Weg, Straße bzw. dem ahd. „furt“. Erst 1613 werden die beiden Orte in einer Akte des Hessischen Staatsarchivs Darmstadt erwähnt: „Obernn Wegfurd“ und „Untern Wegfurd“.

### Neuzeit
Unter-Wegfurth gehörte zur Herrschaft Schlitz. Hier galten die Schlitzer Verordnungen aus dem 18. Jahrhundert zusammen mit Teilen des Fuldischen Rechts als Partikularrecht. Das Gemeine Recht galt nur, soweit diese speziellen Regelungen für einen Sachverhalt keine Bestimmungen enthielten. Dieses Sonderrecht behielt seine Geltung auch während der Zugehörigkeit zum Großherzogtum Hessen im 19. Jahrhundert. In der gerichtlichen Praxis wurden die Verordnungen aber nur noch selten angewandt. Das Partikularrecht wurde zum 1. Januar 1900 von dem einheitlich im ganzen Deutschen Reich geltenden Bürgerlichen Gesetzbuch abgelöst.
Am 31. Dezember 1971 wurde Unter-Wegfurth im Zuge der Gebietsreform in Hessen in die Stadt Schlitz eingegliedert.
Für die unter Denkmalschutz stehenden Gebäude des Ortes siehe die Liste der Kulturdenkmäler in Unter-Wegfurth.

## Politik
Ortsvorsteherin ist Laila Lessig (Stand Mai 2021).